# Agrostis propinqua
Agrostis propinqua é uma espécie de gramínea do gênero Agrostis, pertencente à família Poaceae.